# Ez történt egy éjszaka
Az Ez történt egy éjszaka 1934-ben bemutatott amerikai romantikus vígjáték, melyet Frank Capra rendezett. A történet alapjául Samuel Hopkins Adams Night Bus című novellája szolgált. A film elnyerte az Oscar-díjat az öt fő kategóriában (legjobb film, rendezés, színész, színésznő és forgatókönyvíró). Erre a bravúrra egészen 1975-ig várni kellett, a Száll a kakukk fészkére sikeréig. 1993-ban az Amerikai Egyesült Államok Nemzeti Filmmegőrzési Bizottsága beválasztotta a filmet a Nemzeti Filmarchívumba.

## Történet
|  | Alább a cselekmény részletei következnek! |

Az elkényeztetett Ellie Andrews (Claudette Colbert) a dúsgazdag apja (Walter Connelly) tiltakozása ellenére házasodni készül a szerencsevadász "King" Westleyhez (Jameson Thomas). Mr. Andrews megpróbálja visszatartani a lányát, de az elszökik otthonról. Ellie felszáll egy New Yorknak tartó buszra, ahol találkozik a szintén ott utazó munkanélküli újságíróval, Peter Warne-nal (Clark Gable). A férfi felismeri a lányt, és alkut ajánl neki, hogy ha ad neki egy exkluzív interjút, akkor segít neki hozzámennie Westleyhez. Ha nem, akkor értesíti az apját, és felveszi az érte járó jutalmat. Ellie az első lehetőséget választja.
A gyorsan pénztelenné váló Ellie hamar Peterre lesz utalva. Számtalan kalandon átesve a lány a kezdeti megvetés után kezd szerelmet érezni az újságíró iránt. Egy este, közel a közös utazásuk végén Ellie szerelmet vall Peternek egy motelszobában. Peter is rájön, hogy szereti a lányt, és miután Ellie elalszik, elmegy pénzt szerezni a házasságra. Mikor a motel tulajdonosai rájönnek, hogy Peter autója eltűnt, Elliet is elküldik a szállásról.
A csalódott lány azt hiszi, hogy Peter elhagyta őt, ezért felhívja az apját, aki már közben beleegyezett, hogy a lánya hozzámenjen Kinghez. Habár Ellie már nem érez semmit King iránt, azt hiszi hogy Peter elárulta őt a pénzért, beleegyezik a házasságba. Eközben Peternek sikerült pénz szerezni a házasságra a szerkesztőjétől, de ahogy utazik vissza Elliehez, elkerüli útközben a lányt. 
Ellie otthon próbálta előadni, hogy semmi sem történt, de képtelen színészkedni az apja előtt, ezért elmond neki mindent. Mikor Peter megérkezik Ellie otthonába, Mr. Andrews felajánlja neki a jutalmat, de a férfi visszautasítja, mindössze csak a saját költségei megtérítését kéri: szerény 39.60 dollárt. Miután Mr. Andrewsra jó benyomást tesz ez a viselkedés, Peter szerelmet vall Ellienek és megtartják az esküvőt.

## Szereposztás
| Színész           | Szerep            |
| ----------------- | ----------------- |
| Clark Gable       | Peter Warne       |
| Claudette Colbert | Ellie Andrews     |
| Walter Connelly   | Alexander Andrews |
| Jameson Thomas    | "King" Westley    |

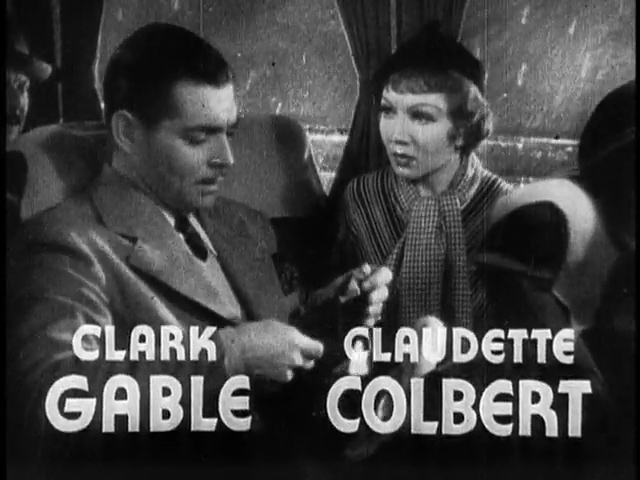
A főszereplők

Capra kissé nehezen találta meg a női főszereplőt, mert Myrna Loy, Miriam Hopkins, Margaret Sullavan és Loretta Young is visszautasította a főszerepet. Bette Davis pedig azért nem kapta meg, mert a Warner Brothersszal állt szerződésben, és Jack Warner nem akarta egy rivális stúdióhoz engedni. Claudette Colbert végül a producer Harry Cohn ajánlására került a filmbe. 
A férfi főszerepet is eredetileg Robert Montgomerynek ajánlották, de nem találta elég jónak a forgatókönyvet.

## Forgatás
A forgatás feszült légkörben kezdődött, Gable és Colbert is elégedetlenek voltak a forgatókönyvvel. Bár később barátságos légkör alakult ki. Capra azzal próbálta oldani a feszültséget, hogy rávette Gablet, hogy tréfálkozzon Colberttel, aki ezt jó humorral fogadta. Igaz a forgatás alatt a színésznő többször is panaszkodott.

## Fogadtatás
A film befejezése után Colbert azt mondta egy barátjának, hogy most fejezte be a világ legrosszabb filmjét. Bár az Akadémia őt is Oscarra jelölte, Colbert nem érezte úgy, hogy nyerhet, ezért az Oscar gála helyett, egy vonatkirándulásra indult. Miután őt hirdették ki nyertesnek, a stúdiófőnök Harry Cohn kiküldte az egyik emberét a pályaudvarra, hogy "szedje le" Colbertet a vonatról, amely még nem indult el. Colbert végül egy kétrészes utazókosztümben érkezett meg, amit a Paramount Pictures egyik jelmeztervezője készített neki külön a kirándulása alkalmából.

## Díjak, jelölések
- Oscar-díj (1935)
  - díj: legjobb film – Columbia Pictures
  - díj: legjobb rendező – Frank Capra
  - díj: legjobb férfi főszereplő – Clark Gable
  - díj: legjobb női mellékszereplő – Claudette Colbert
  - díj: legjobb forgatókönyv – Robert Riskin
- Velencei Nemzetközi Filmfesztivál (1934)
  - jelölés: Mussolini Kupa – Frank Capra
- National Board of Review (1934)
  - díj: legjobb film

## Fordítás
- Ez a szócikk részben vagy egészben  az   It_Happened_One_Night című angol Wikipédia-szócikk fordításán alapul.  Az eredeti cikk szerkesztőit annak laptörténete sorolja fel. Ez a jelzés csupán a megfogalmazás eredetét és a szerzői jogokat jelzi, nem szolgál a cikkben szereplő információk forrásmegjelöléseként.